# Antal Nagy z Budy
Antal Nagy z Budy, Antal Magnus (zm. w 1438 w Klużu) – przywódca pierwszego powstania chłopskiego w Siedmiogrodzie w latach 1437–1438.
Antal Nagy zwany Wielkim był prawdopodobnie węgierskim szlachcicem. W 1437 roku podobnie jak Michał Rumun z Vireag stanął na czele pierwszego dużego powstania chłopskiego w Siedmiogrodzie. Antal Nagy poległ w styczniu 1438 roku w walce z wojskami feudałów atakującymi Kluż. Jego ciało pocięto na kawałki, a dziewięciu jego towarzyszy wziętych do niewoli nabito na pal na wzgórzu obok miasta Turda.